# Distrikt Burera
Der Distrikt Burera (Kinyarwanda Akarere ka Burera) ist einer von fünf Distrikten der Nordprovinz in Ruanda.

## Geographie

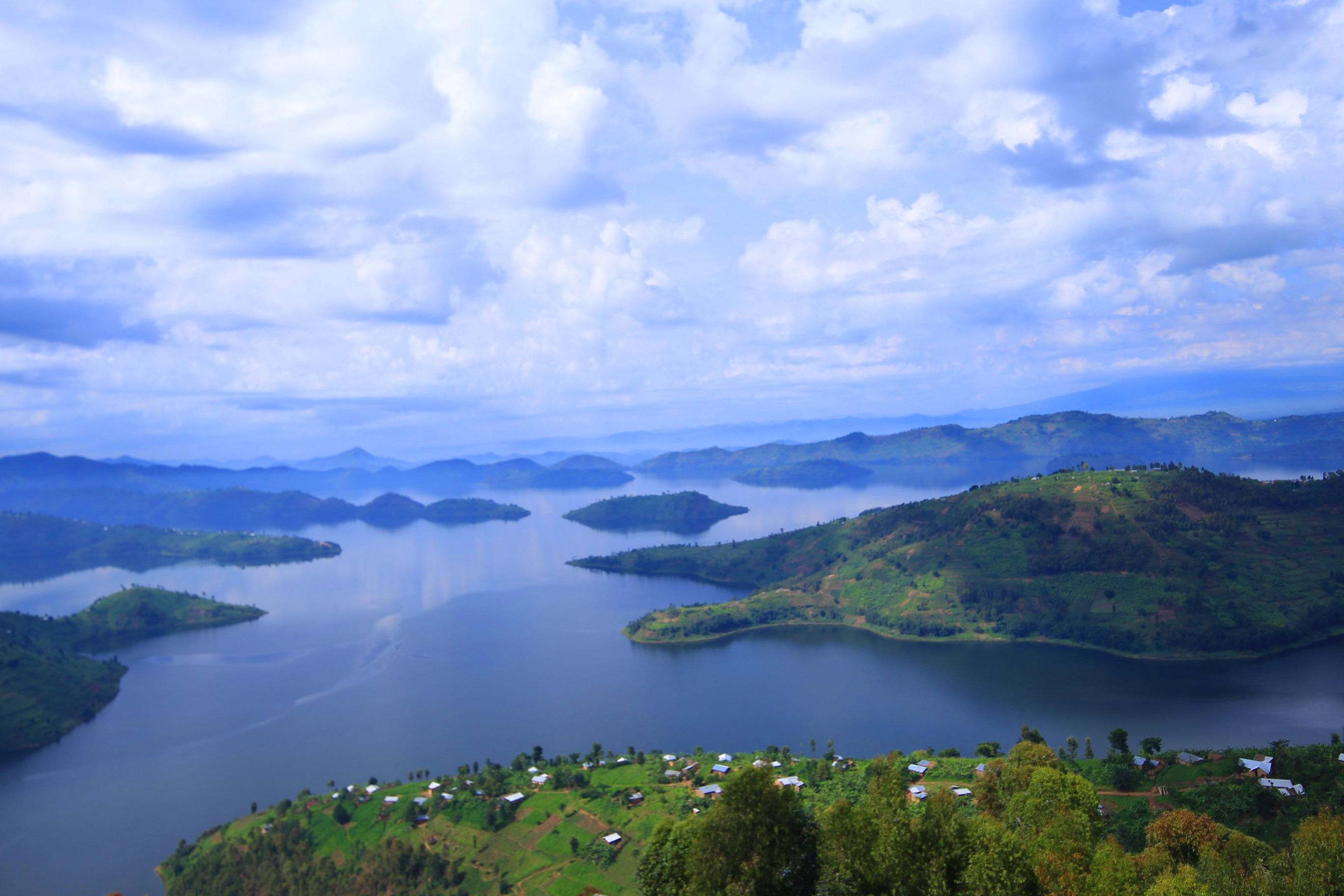
Burera-See

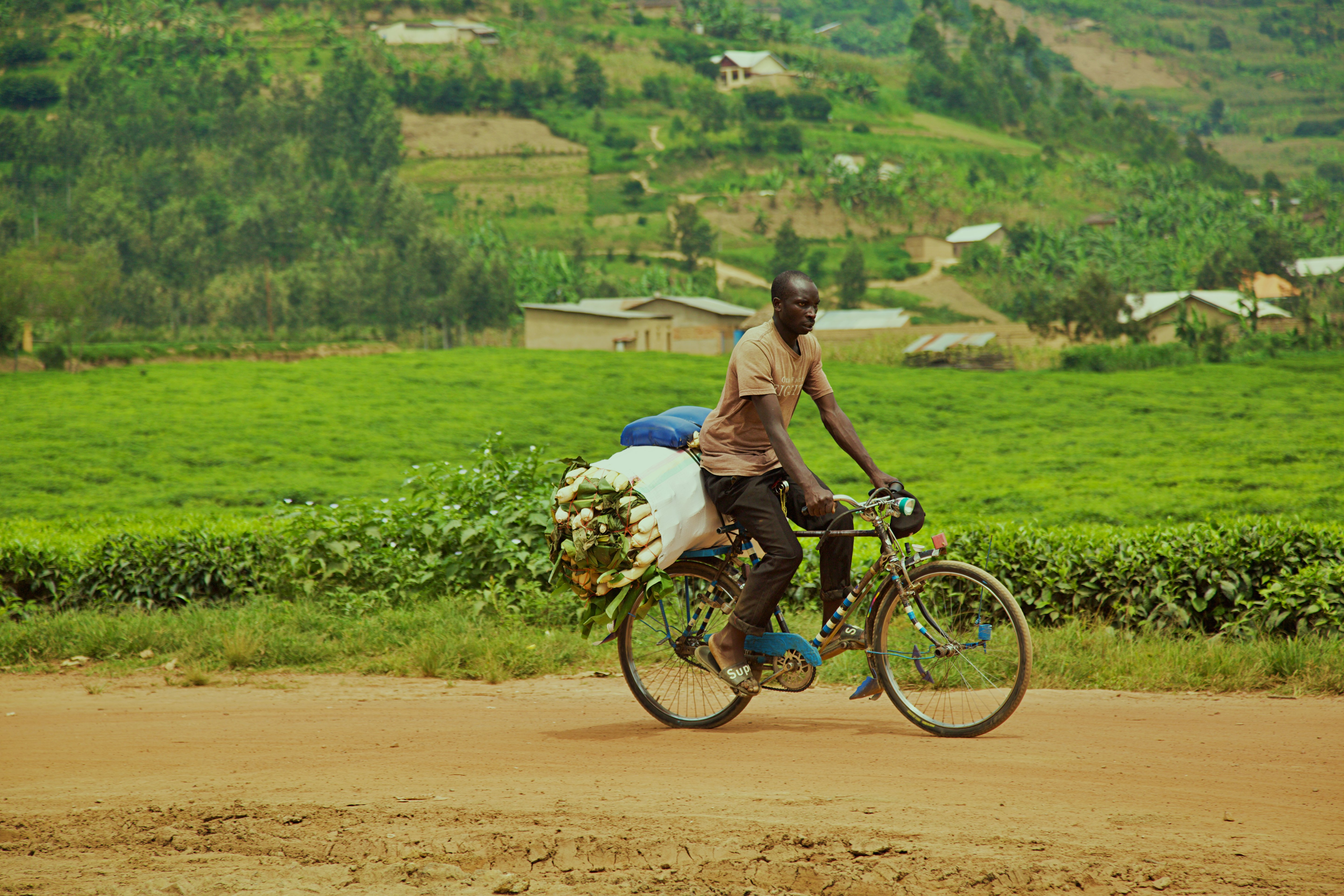
Fahrradfahrer

Im Norden grenzt Burera an Uganda. Nachbardistrikte sind Musanze im Südwesten, Gakenke im Süden, Rulindo im Südosten und Gicumbi im Osten. Burera hat eine Fläche von 644,5 km². Der Distrikt unterteilt sich in 17 Sektoren (imirenge) und 69 Verwaltungszellen (utugali). Die 17 Sektoren sind Bungwe, Butaro, Cyanika, Cyeru, Gahunga, Gatebe, Gitovu, Kagogo, Kinoni, Kinyababa, Kivuye, Nemba, Rugarama, Rugengabari, Ruhunde, Rusarabuye und Rwerere. Der Distrikt weist insgesamt 571 Ortschaften auf.
Der Distrikt Burera liegt südöstlich des Vulkans Muhabura (4127 m), der innerhalb des Mgahinga-Gorilla-Nationalparks liegt. Innerhalb des Distrikts befindet sich der Burera-See und im Südwesten liegt der Ruhondo-See, dessen Ostseite sich innerhalb des Distrikts befindet. Zwischen beiden Seen befindet sich innerhalb des Sektors Kinoni das Wasserkraftwerk Ntaruka. Im Südosten von Burera liegen die Rugezi-Sümpfe mit einer Fläche von etwa 12.000 ha, die seit 12. Januar 2005 als Ramsar-Gebiet ausgewiesen ist. Sie entwässern über den Rugezi nach Nordwesten in den Burera-See.

## Geschichte
Im heutigen Distrikt Burera wurden insbesondere im Vergleich zum Süden und Westen des Landes während des Völkermordes in Ruanda 1994 weniger Tutsi ermordet. An einer Gedenkstätte im Sektor Cyeru sind 97 der Opfer begraben. Einige dieser wurden vor der Initialzündung des Genozids im April 1994 getötet. Eine weitere Gedenkstätte für 16 ebenfalls bereits vor dem Genozid Getötete findet sich im Sektor Rugarama.

## Politik
2021 wurde Marie Chantal Uwanyirigira als Regierungschefin wiedergewählt. Seit 8. August 2023 ist Jean Baptiste Nshimyimana kommissarischer Regierungschef.

## Bevölkerung

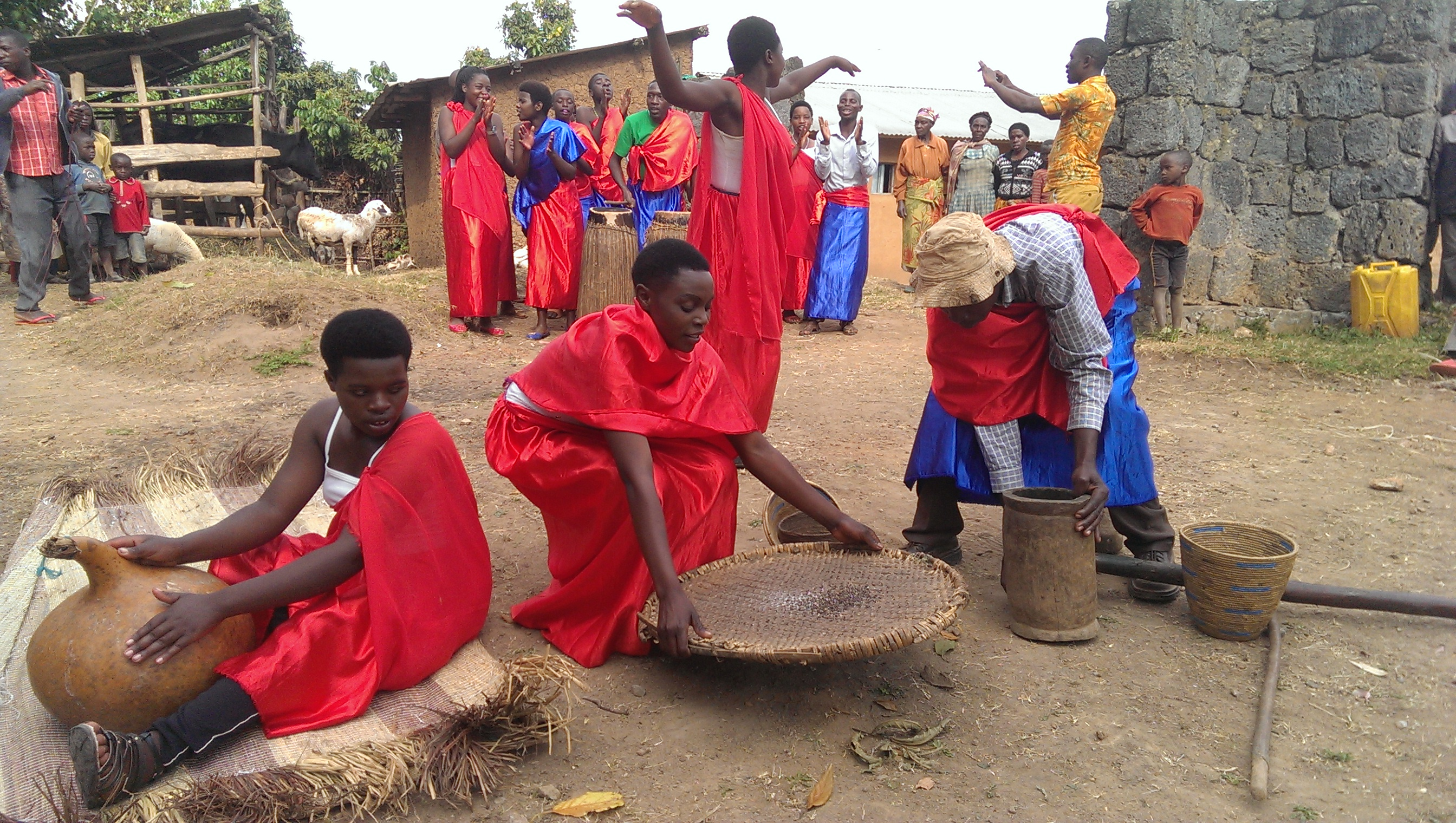
Vorbereitungen zu Feierlichkeiten

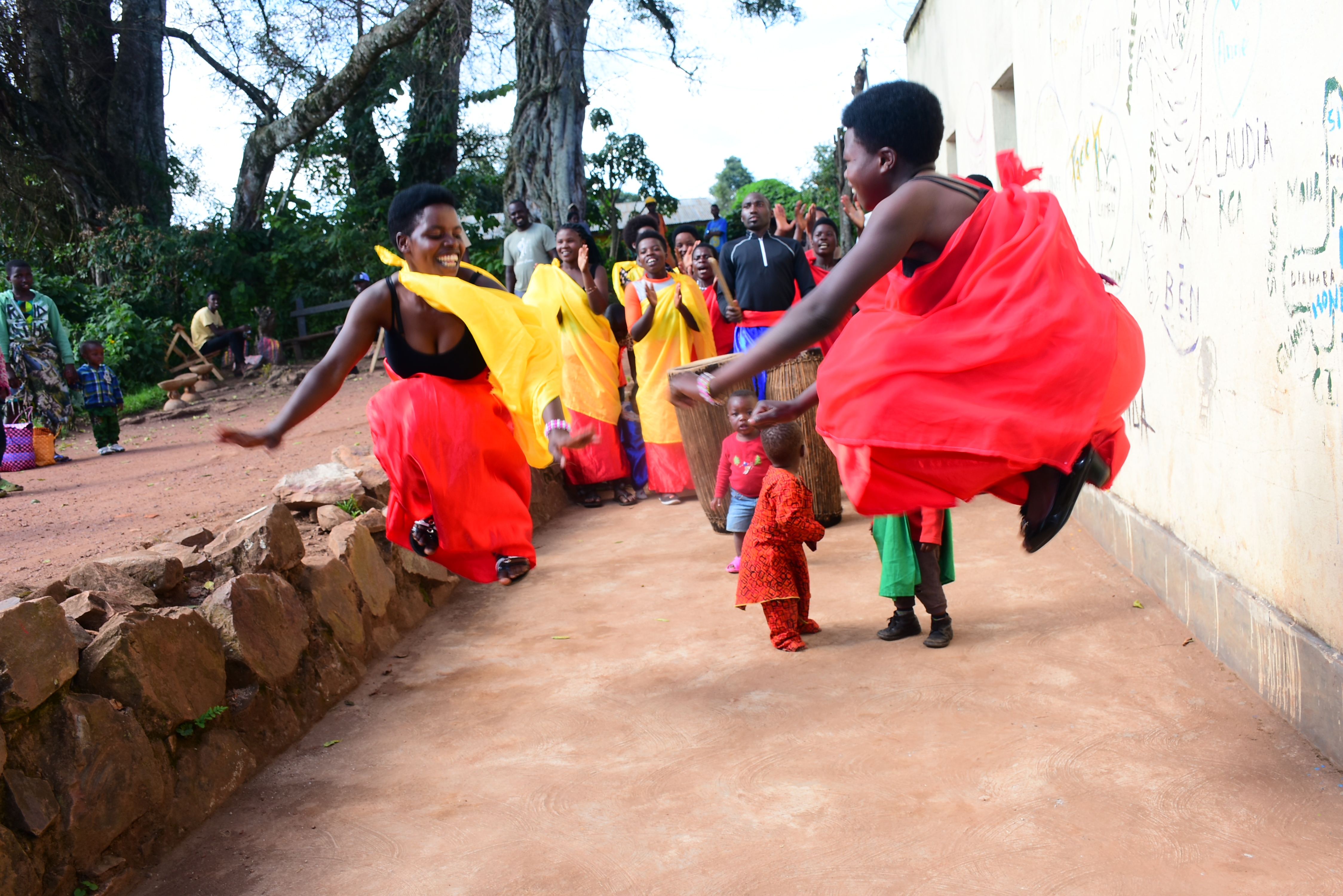
Ikinimba-Tänzerinnen

Stand 2022 betrug die Einwohnerzahl 387.729. Der Bevölkerungstrend ist zunehmend.
|          |             | Zellen                                                     | Fläche [km²] | Einwohnerzahlen | Einwohnerzahlen            | Einwohnerzahlen | Einwohnerzahlen |
| 2002     | 2012        | Zellen                                                     | Fläche [km²] | 2022            | Jährl. Zuwachs 2012 → 2022 |                 |                 |
| -------- | ----------- | ---------------------------------------------------------- | ------------ | --------------- | -------------------------- | --------------- | --------------- |
| Distrikt | Burera      | 69                                                         | 644,5        | 320.759         | 336.582                    | 387.729         | 1,4 %           |
| Sektor   | Bungwe      | Bungwe, Bushenya, Mudugali, Tumba                          | 25,70        |                 | 14.774                     | 16.322          | 1,0 %           |
| Sektor   | Butaro      | Gatsibo, Mubuga, Muhotora, Nyamicucu, Rusumo               | 58,49        |                 | 31.520                     | 38.013          | 1,9 %           |
| Sektor   | Cyanika     | Gasiza, Gisovu, Kabyiniro, Kagitega, Kamanyana, Nyagahinga | 40,00        |                 | 37.618                     | 44.510          | 1,7 %           |
| Sektor   | Cyeru       | Butare, Ndongozi, Ruyange                                  | 23,16        |                 | 12.783                     | 14.719          | 1,4 %           |
| Sektor   | Gahunga     | Buramba, Gisizi, Kidakama, Nyangwe, Rwasa                  | 38,05        |                 | 25.637                     | 28.059          | 0,9 %           |
| Sektor   | Gatebe      | Gabiro, Musenda, Rwambogo, Rwasa                           | 40,03        |                 | 16.556                     | 18.867          | 1,3 %           |
| Sektor   | Gitovu      | Mariba, Musasa, Runoga                                     | 38,01        |                 | 10.390                     | 11.531          | 1,1 %           |
| Sektor   | Kagogo      | Kabaya, Kayenzi, Kiringa, Nyamabuye                        | 26,63        |                 | 19.281                     | 23.089          | 1,8 %           |
| Sektor   | Kinoni      | Gafuka, Nkenke, Nkumba, Ntaruka                            | 30,62        |                 | 17.523                     | 19.017          | 0,8 %           |
| Sektor   | Kinyababa   | Bugamba, Musasa, Kaganda, Rutovu                           | 53,50        |                 | 20.802                     | 23.746          | 1,3 %           |
| Sektor   | Kivuye      | Bukwashuri, Gashanje, Murwa, Nyirataba                     | 36,74        |                 | 15.448                     | 18.057          | 1,6 %           |
| Sektor   | Nemba       | Kivumu, Nyamugari, Rubona, Rushara                         | 38,01        |                 | 18.088                     | 21.401          | 1,7 %           |
| Sektor   | Rugarama    | Cyahi, Gafumba, Karangara, Rurembo                         | 32,89        |                 | 24.014                     | 27.051          | 1,2 %           |
| Sektor   | Rugengabari | Kilibata, Mucaca, Nyanamo, Rukandabyuma                    | 29,62        |                 | 18.467                     | 20.920          | 1,3 %           |
| Sektor   | Ruhunde     | Gaseke, Gatare, Gitovu, Rusekera                           | 43,24        |                 | 16.975                     | 20.157          | 1,7 %           |
| Sektor   | Rusarabuye  | Kabona, Ndago, Ruhanga                                     | 42,21        |                 | 18.396                     | 20.659          | 1,2 %           |
| Sektor   | Rwerere     | Gacundura, Gashoro, Ruconsho, Rugari                       | 48,31        |                 | 18.310                     | 21.611          | 1,7 %           |

## Gesundheitswesen
Im Sektor Butaro befindet sich das Butaro Hospital. Das 2011 eröffnete Krankenhaus ist das erste im Distrikt.

## Verkehr
Durch den Distrikt führen drei Nationalstraßen: Die Nationalstraße 17 verläuft westlich des Burera-Sees und führt vom Nachbardistrikt Musanze im Südwesten kommend bis zur nördlichen Grenze mit Uganda. Die Nationalstraße 21 führt von dieser im Sektor Kagoho nach Südosten abgehend nordöstlich am Burera-See und den Rugezi-Sümpfen vorbei bis in den Nachbardistrikt Gicumbi. Zwischen dem Ruhondo-See und den Sümpfen zweigt von ihr die Nationalstraße 20 nach Süden ab und verläuft weiter nach Südosten bis in den Distrikt Rulindo. Asphaltiert ist Stand 2022 lediglich die Nationalstraße 17.